# Richard F. Bass
Richard Franklin Bass es un matemático estadounidense, profesor emérito distinguido de matemáticas de la Junta Directiva de la Universidad de Connecticut.  Es conocido por su trabajo en teoría de la probabilidad.
Bass obtuvo su doctorado desde el Universidad de California, Berkeley en 1977 bajo la supervisión de Pressley Millar.  Enseñó en la Universidad de Washington antes de mudarse a Connecticut.
Bass es miembro del Instituto de Estadística Matemática.  En 2012 se convirtió en miembro de la Sociedad Matemática Estadounidense. 

## Libros
Bass es autor de:
- Probabilistic Techniques in Analysis (Springer, 1995)
- Diffusions and Elliptic Operators (Springer, 1997)
- Stochastic Processes (Cambridge University Press, 2011)
- Bass, Richard Franklin (2013). Real analysis for graduate students (Second edición). Createspace Independent Publishing. ISBN 978-1-4818-6914-0.